# Carlos Serrano-Clark
Carlos Serrano-Clark (Barcelona, 25 d'agost de 1990) és un actor català, conegut per interpretar el paper de Pablo Blasco Serra en la telenovel·la Acacias 38.

## Biografia
Carlos Serrano-Clark va néixer el 25 d'agost de 1990 a Barcelona, des d’aviat va mostrar inclinació per l'actuació.
El 2010 va fer la seva primera aparició en la pantalla petita en el curtmetratge Prova de Foc dirigit per Martí Flotats. Posteriorment el 2011 va actuar en alguns curtmetratges.
En 2013 i 2014 va interpretar el paper de Dídac Tàpia en la sèrie La Riera. En 2014 va interpretar el paper de Segador Rebel en la pel·lícula per a televisió Bon cop de falç. La història de l'himne dirigida per Eloi Aymerich.
De 2015 a 2017 va ser triat per la productora Boomerang TV per interpretar el paper de Pablo Blasco Serra en la telenovel·la emesa a La 1 Acacias 38 i on va actuar al costat d'actors com Alba Brunet, Sheyla Fariña, Roger Berruezo, Sara Miquel, Iago García, Montserrat Alcoverro, Arantxa Aranguren, Sandra Marchena, Mariano Llorente i Jorge Pobes.
En 2019 va interpretar el paper de Tarradas en la pel·lícula per a televisió L'enigma Verdaguer dirigida per Lluís Maria Güell. En el mateix any va interpretar el paper de Salvador en la pel·lícula Mientras dure la guerra dirigida per Alejandro Amenábar. El 2020 va interpretar el paper de Marc a la pel·lícula Ofrenda a la tormenta dirigida per Fernando González Molina.
El 2021 va interpretar el paper d’Ignacio Montes a la sèrie La cocinera de Castamar. n el mateix any va interpretar el paper de Guille en la pel·lícula Chavalas dirigida per Carol Rodríguez Colás. En 2021 i 2022 va interpretar el paper de Jorge a la sèrie Cuéntame cómo pasó. El 2022 va interpretar el paper de Néstor a la sèrie Bienvenidos a Edén. El mateix any va protagonitzar la telenovel·la Amar es para siempre, en la que interpreta el paper de Jorge i la pel·lícula Venus dirigida por Víctor Conde.

## Filmografia

### Cinema
| Any  | Títol                   | Personatge | Director                 |
| ---- | ----------------------- | ---------- | ------------------------ |
| 2018 | Trilogía Del Baztán     |            | Fernando González Molina |
| 2019 | Mientras dure la guerra | Salvador   | Alejandro Amenábar       |
| 2020 | Ofrenda a la tormenta   | Marc       | Fernando González Molina |
| 2021 | Chavalas                | Guille     | Carol Rodríguez Colás    |
| 2022 | Venus                   |            | Víctor Conde             |

### Televisió
| Any               | Títol                                   | Personatge         | Notes                                  |
| ----------------- | --------------------------------------- | ------------------ | -------------------------------------- |
| 2013-2014         | La Riera                                | Dídac Tàpia        | 27 episodis                            |
| 2014              | Bon cop de falç. La història de l'himne | Segador Rebel      | Telefilm dirigit per Eloi Aymerich     |
| 2015-2017         | Acacias 38                              | Pablo Blasco Serra | 586 episodis                           |
| 2019              | L'enigma Verdaguer                      | Tarradas           | Telefilm dirigit per Lluís Maria Güell |
| 2021              | La cocinera de Castamar                 | Ignacio Montes     | 5 episodis                             |
| 2021-2022         | Cuéntame cómo pasó                      | Jorge              | 28 episodis                            |
| 2022              | Bienvenidos a Edén                      | Néstor             | 1 episodi                              |
| 2022 - actualitat | Amar es para siempre                    | Jorge Reyes        | ¿? episodis                            |

### Curtmetratges
| Any  | Títol                  | Personatge      | Director              |
| ---- | ---------------------- | --------------- | --------------------- |
| 2010 | Prova de Foc           |                 | Martí Flotats         |
| 2011 | ¿Un Cigarro?           | Fernando Coelho |                       |
| 2011 | Por un Puñado de Euros | Ana Ortiz       |                       |
| 2012 | Amor de madre          | Carla D'Antin   |                       |
| 2012 | Frutos Secos           | Moisés Ramírez  |                       |
| 2012 | Colores                | Jesús Méndez    |                       |
| 2013 | Vacuity                | Toni Morejón    |                       |
| 2017 | Nadie                  | Chico           | Diego Corral-Espinosa |
| 2018 | Liberty Park           | Pepín           | Txema Torres Muñoz    |

## Teatre
| Any           | Títol                                           | Director                     | Teatre                               |
| ------------- | ----------------------------------------------- | ---------------------------- | ------------------------------------ |
| 2010          | Desboblaments                                   |                              | Teatre Internacional Day de Sabadell |
| 2011          | L'hora en que res no Sabíem els uns dels Altres | Pep Plà                      | Teatre Principal de Terrassa         |
| 2011          | Tempus Non Fugit                                | Esther Nadal                 | CTB                                  |
| 2012          | Els Baixos Fons                                 | Thomas Sauerteig             |                                      |
| 2012          | Consuélame Consuelo                             | Moisés Ramírez               |                                      |
| 2012          | El nou Procés                                   | Jorge Picó                   |                                      |
| 2013          | No te Vistas Para Cenar                         | Peixos Peixeres              |                                      |
| 2014 (gira)   | El Primer Secreto de Francisca y Raimundo       |                              |                                      |
| 2015 (teatro) | El Primer Secreto de Francisca y Raimundo       | Teatro Nuevo Apolo de Madrid |                                      |
| 2017-2018     | Venus                                           | Víctor Conde                 | Teatro Pavón Kamikaze                |
| 2021          | Muerte de un Viajante                           | Rubén Szuchmacher            |                                      |